# Station Ponte Gardena-Laion Waidbruck-Lajen
Station Ponte Gardena-Laion Waidbruck-Lajen is een spoorwegstation aan de Brennerspoorlijn in de gemeente Lajen bij het dorp Waidbruck (Italië-Zuid-Tirol).
De stationsnaam wordt volgens de regels van Trenitalia in het Italiaans aangegeven, gevolgd door het Duits als lokale taal.